# Alchemilla squarrosula
Alchemilla squarrosula es una especie de planta del género Alchemilla, perteneciente a la familia Rosaceae.

## Taxonomía
Alchemilla squarrosula fue descrita por Robert Buser en 1902.

## Distribución
Se encuentra en el territorio de Suiza.